# レイク郡 (モンタナ州)
レイク郡（英: Lake County）は、アメリカ合衆国モンタナ州の北西部にある郡である。人口は3万1134人（2020年）。郡庁所在地はポルソンであり、同郡で人口最大の町である。

## 地理
アメリカ合衆国国勢調査局に拠れば、郡域全面積は1,654平方マイル (4,283.8 km2)であり、このうち陸地は1,494平方マイル (3,869.4 km2)、水域は160平方マイル (414.4 km2)で水域率は9.67％である。郡領域の3分の2（67％）がフラットヘッド・インディアン居留地の中に入っている。

### 隣接する郡
- フラットヘッド郡 - 北、東
- ミズーラ郡 - 東、南
- サンダーズ郡 - 西

### 国立保護地域
- フラットヘッド国立の森（部分）
- 国立バイソン保護区（部分）
- ナインパイプ国立野生生物保護区
- パブロ国立野生生物保護区
- スワン川国立野生生物保護区

## 人口動態
以下は2000年国勢調査による人口統計データである。
| 基礎データ - 人口: 26,507人 - 世帯数: 10,192 世帯 - 家族数: 7,215 家族 - 人口密度: 7人/km2（18人/mi2） - 住居数: 13,605軒 - 住居密度: 4軒/km2（9軒/mi2） 人種別人口構成 - 白人: 71.38% - アフリカン・アメリカン: 0.12% - ネイティブ・アメリカン: 23.79% - アジア人: 0.30% - 太平洋諸島系: 0.04% - その他の人種: 0.67% - 混血: 3.70% - ヒスパニック・ラテン系: 2.52% 先祖による構成 - ドイツ系：19.7％ - アイルランド系：8.8％ - イギリス系：7.8％ - ノルウェー系：5.4％ - アメリカ人：5.4％ 言語による構成 - 英語：94.3％ - サリッシュ語：1.6％ - スペイン語：1.2％ | 年齢別人口構成 - 18歳未満: 28.1% - 18-24歳: 8.0% - 25-44歳: 24.5% - 45-64歳: 24.9% - 65歳以上: 14.5% - 年齢の中央値: 38歳 - 性比（女性100人あたり男性の人口） - 総人口: 96.7 - 18歳以上: 93.1 世帯と家族（対世帯数） - 18歳未満の子供がいる: 33.0% - 結婚・同居している夫婦: 54.8% - 未婚・離婚・死別女性が世帯主: 11.5% - 非家族世帯: 29.2% - 単身世帯: 24.5% - 65歳以上の老人1人暮らし: 9.9% - 平均構成人数 - 世帯: 2.54人 - 家族: 3.02人 収入と家計 - 収入の中央値 - 世帯: 28,740米ドル - 家族: 34,033米ドル - 性別 - 男性: 27,009米ドル - 女性: 19,162米ドル - 人口1人あたり収入: 15,173米ドル - 貧困線以下 - 対人口: 18.7% - 対家族数: 14.0% - 18歳未満: 24.2% - 65歳以上: 8.3% |

## 都市と町

### 都市
- ポルソン - 郡庁所在地
- ローナン

### 町
- セントイグナシアス

### 国勢調査指定地域
| - アーリー - ビッグアーム - チャーロ - デイトン - エルモ | - フィンリーポイント - ジェット - カー - キッキングホース | - キングスポイント - ニアラダ - パブロ - ラバリ | - ロッキーポイント - ローリンズ - タートルレイク - ウッズベイ |